# Солнечное (Ленинградская область)
Солнечное (до 1948 года Салитсанранта, фин. Salitsanranta) — посёлок в Плодовском сельском поселении Приозерского района Ленинградской области.

## Название
5 июня 1947 года исполком Сортанлахтинского сельсовета, ссылаясь на постановление общего собрания рабочих и служащих совхоза № 3, принял решение присвоить деревне Салитсанранта наименование Розовая Дача, а селению Поттойнен наименование Солнечное. В результате слияния этих населённых пунктов приоритет получило последнее название. Переименование было закреплено указом Президиума ВС РСФСР от 13 января 1949 года.

## История
- Деревня Салитсанранта на финской карте 1923 года

До 1939 года деревня Салитсанранта входила в состав волости Пюхяярви Выборгской губернии Финляндской республики. 
С 1 января 1940 года в составе Карело-Финской ССР.
С 1 августа 1941 года по 31 июля 1944 года финская оккупация.
С 1 ноября 1944 года в составе Сортанлахтинского сельсовета Кексгольмского района.
С 1 октября 1948 года в составе Приладожского сельсовета Приозерского района. В ходе укрупнения хозяйства к деревне Салитсанранта были присоединены соседние селения Паттойнен, Метселя, Ояла, Ирьэля, Илимяки, Инкиля, Келья, Ротьянлахти, Куросенмяки, Поясенмяки, Колиннотко и Ниемеля.
С 1 января 1949 года деревня учитывается как посёлок Солнечное.
С 1 января 1951 года в составе Отрадненского сельсовета.
С 1 февраля 1963 года — в составе Выборгского района.
С 1 января 1965 года — вновь в составе Приозерского района. В 1965 году население посёлка составляло 359 человек. 
По данным 1966, 1973 и 1990 годов посёлок Солнечное входил в состав Отрадненского сельсовета.
В 1997 году в посёлке Солнечное Отрадненской волости проживали 135 человек, в 2002 году — 116 человек (русские — 89 %).
В 2007 году в посёлке Солнечное Плодовского СП проживал 121 человек, в 2010 году — 218 человек.

## География
Посёлок расположен в восточной части района на автодороге 41К-154 (Торфяное — Заостровье).
Расстояние до административного центра поселения — 8 км.
Расстояние до ближайшей железнодорожной станции Отрадное — 8 км. 
Посёлок находится на северном берегу озера Отрадное.

## Демография
| 2007 | 2010 | 2017 |
| ---- | ---- | ---- |
| 121  | ↗218 | ↘131 |

## Улицы
Культуры, Лесная, Молодёжная, Прибрежная, Центральная.

## Садоводства
Отрадное.